# Conus lenhilli
Conus lenhilli é uma espécie de gastrópode do gênero Conus, pertencente à família Conidae.